# Leucania grammadora
Leucania grammadora là một loài bướm đêm trong họ Noctuidae.